# Dendrochilum oliganthum
Dendrochilum oliganthum là một loài thực vật có hoa trong họ Lan. Loài này được (Ames) Pfitzer mô tả khoa học đầu tiên năm 1907.